# I Will Praise You
I Will Praise You é o nono álbum de estúdio da cantora Rebecca St. James, lançado a 5 de Abril de 2011.

## Faixas
1. "I Will Praise You" – 4:20
2. "You Never Let Go" – 4:16
3. "Shine Your Glory Down" – 3:34
4. "You Still Amaze Me" – 3:47
5. "In A Moment" – 4:42
6. "The Kindness of our God" – 4:22
7. "When The Stars Burn Down (Blessing and Honor)" – 4:16
8. "Almighty God" – 4:58
9. "You Hold Me Now" – 5:22
10. "You Make Everything Beautiful – 3:05

## Tabelas
Álbum
| Tabela (2011)        | Posição |
| -------------------- | ------- |
| Billboard 200        | 153     |
| Hot Christian Albums | 9       |